# Estação Ferroviária de Mosca
A Estação Ferroviária de Mosca foi uma interface da Linha do Tua, que servia as povoações de Mosca e de Nogueira, no concelho de Bragança, em Portugal.

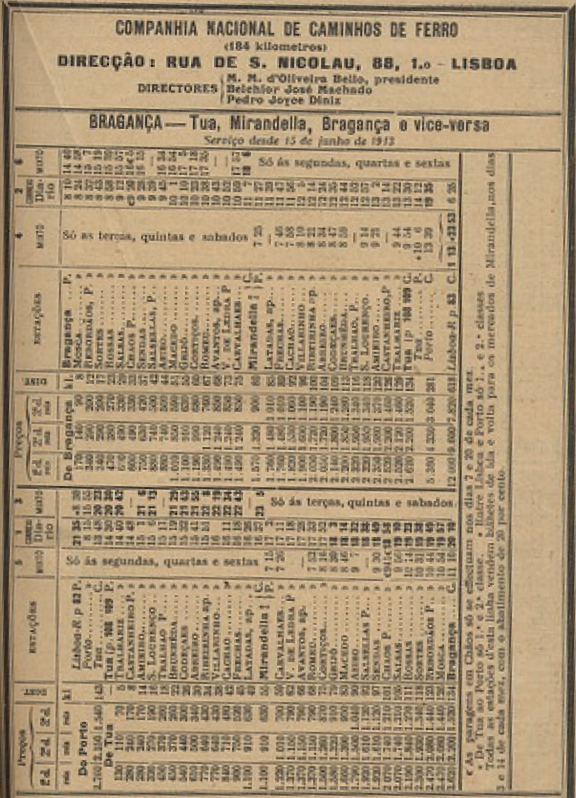
Horário da Linha do Tua em 1913, incluindo a estação de Mosca.

## Descrição
O edifício de passageiros situava-se do lado sul da via (lado direito do sentido ascendente, a Bragança). A estação está situada a cerca de oito quilómetros da cidade de Bragança, estando numa localização estratégica para o cruzamento de comboios. A partir deste ponto a via férrea inicia uma rampa descendente contínua com cerca de cinco quilómetros até à Ponte da Coxa, já no interior de Bragança. Da estação de Mosca consegue-se ver um vasto panorama, que inclui a cidade de Bragança, a Serra de Montesinho e a Cordilheira Cantábrica, na sua extensão mais meridional na Sanábria, em Espanha.[carece de fontes?]

## História
Esta gare situava-se no troço entre Rossas e Bragança, que foi inaugurado em 1 de Dezembro de 1906.
Em 1939, a Companhia Nacional de Caminhos de Ferro fez obras de restauro nesta estação, tendo substituído o soalho numa das divisórias, reparado o telhado do edifício da estação e do cais coberto, e colocado vidros.

O lanço da Linha do Tua entre Mirandela e Bragança foi encerrado em 15 de Dezembro de 1991.